# 冲积岛
冲积岛（英语：Fluvial island）是由于河沙淤积而形成的岛屿，故又称为沙岛、沙洲。冲积岛主要分布在河口地区，其地质构造与河口两岸的平原相同。冲积岛由于主要是由泥沙组成，结构松散，其外形轮廓很不稳定，每逢洪水过后或强潮之后都可能使其形态受到影响。冲积岛的面积一般不大，中国最大的冲积岛是位于上海市的崇明岛，面积达1,267平方公里，其面积还在以每年1平方公里的速度扩大。
目前世界上最大的冲积岛是巴西的马拉若岛，面积达40,100平方公里，是崇明岛的30多倍。